# Korrelige taaiplaat
De Korrelige taaiplaat (Neolentinus cyathiformis) is een schimmel behorend tot de familie Gloeophyllaceae. Hij komt voor op in de zon liggende populierstronken. 

## Kenmerken

### Uiterlijke kenmerken
Hoed
De waaiervormige hoed heeft een diameter van 4 tot 15 cm. De kleur is wit tot okergeel. De hoed breekt open in roodachtige schubjes. Het oppervlak is geel wit van kleur. 
Steel
De steel is centraal tot min of meer excentrisch, fluwelig-schubbig en heeft dezelfde kleur als de hoed. De steel is 8 cm lang en 2,5 cm dik.
Lamellen
De plaatjes beginnen eerst aderig en later worden er lamellen gevormd. De lamellen zijn sterk aflopend op de steel met een fijn getande rand.

### Microscopische kenmerken
De sporen zijn elliptisch-cilindrisch, witachtig in bulk, glad, inamyloïde en meten 10-14x4-5 µm. Stamhyfen 2,5–4,5 μm dik, inamyloïde. Het hymenium heeft geen cystidia en andere steriele elementen. De basidia hebben vier sterigmata en zijn 35-40 × 6-8 μm groot.

## Ecologie
De korrelige taaiplaat is een in hout levende saprobiote die vooral voorkomt op vrijstaande stervende of dode of stronken van loofbomen. De soort veroorzaakt bruinrot in relatief verse loofbomen. Populier is het belangrijkste gebruikte substraat, maar ook andere loofbomen en soms naaldhout worden in de literatuur genoemd. De korrelige taaiplaat is een warmteminnende soort en groeit voornamelijk in open, vochtige bossen zoals uiterwaarden of vochtige haagbeuk-eikenbossen. De soort komt ook voor in populierenplantages en parken.

## Verspreiding
De korrelige taaiplaat komt met name in Europa voor, maar er zijn ook enkele waarnemingen bekend uit Noord-Amerika en Nieuw-Zeeland. In Nederland komt hij vrij zeldzaam voor. Hij staat op de rode lijst in de categorie 'ernstig bedreigd'.

## Foto's

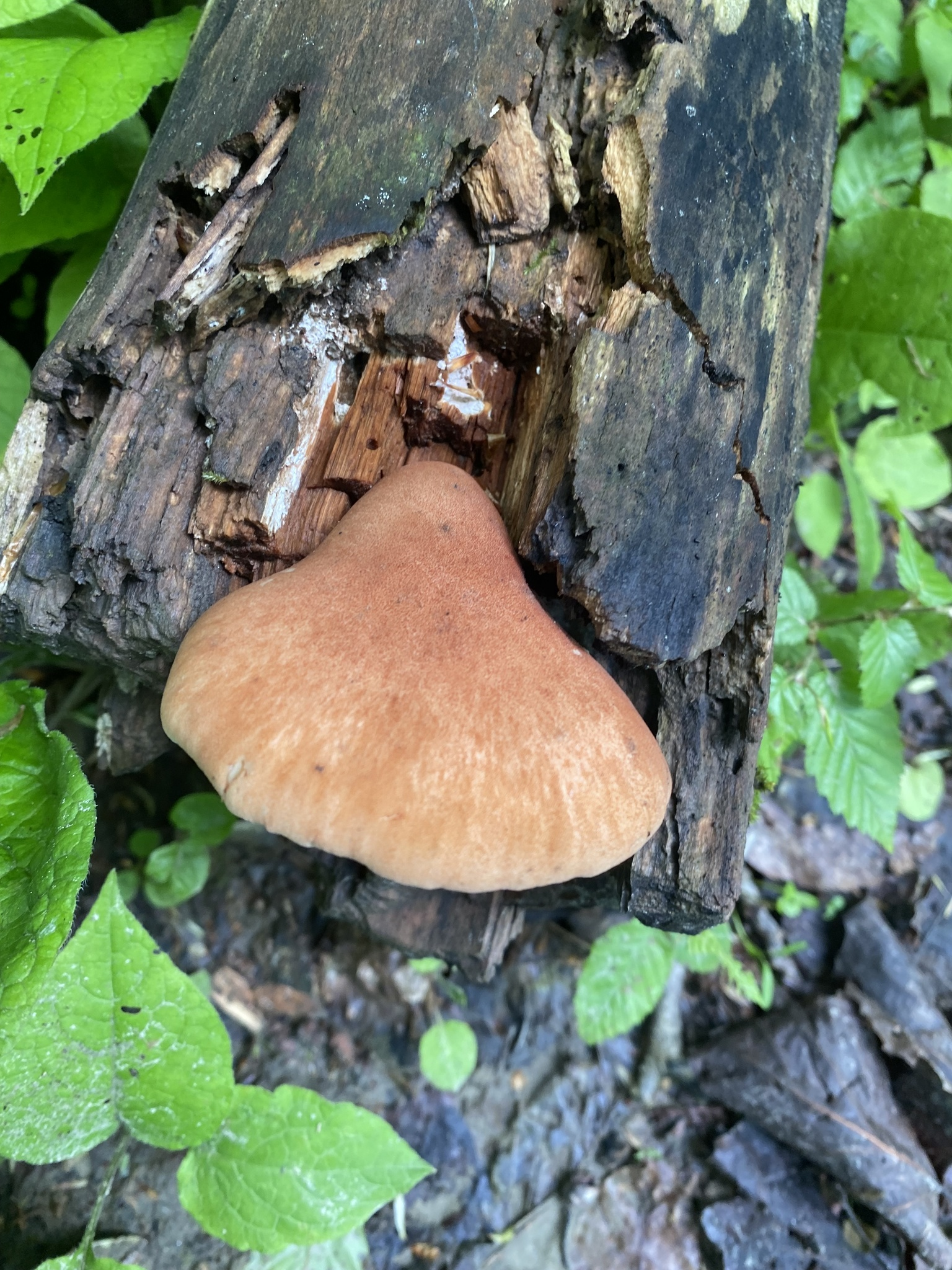
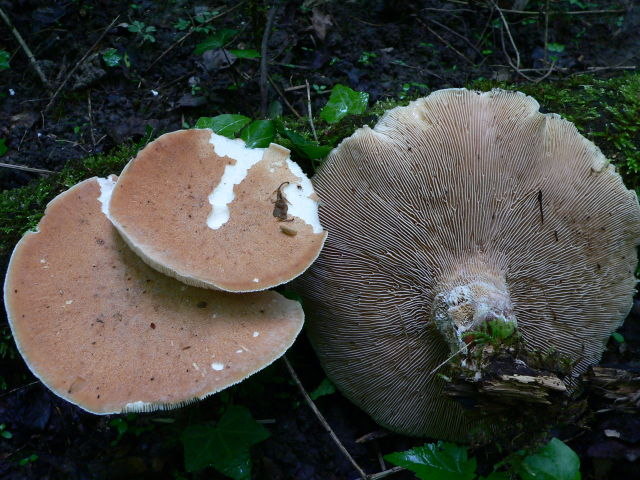